# Chaetoderma afanasjevi
Chaetoderma afanasjevi is een schildvoetigensoort uit de familie van de Chaetodermatidae. De wetenschappelijke naam van de soort is voor het eerst geldig gepubliceerd in 1986 door Dimitri Lumbergovitsch Ivanov.